# Xì Trum (phim)
Xì Trum là tựa tiếng Việt của bộ phim The Smurfs, một phim 3D do Mỹ sản xuất năm 2011, dựa trên sêri truyện tranh Xì Trum (The Smurfs) của tác gia Peyo và sêri hoạt hình cùng tên năm 1981. Phim được đạo diễn bởi Raja Gosnell, có sự tham gia diễn xuất của Neil Patrick Harris, Jonathan Winters, Hank Azaria, Jayma Mays, và Sofía Vergara. Đây là phim lai giữa hoạt hình máy tính/người đóng đầu tiên được Sony Pictures sản xuất, và cũng là phim đầu tiên trong bộ ba Xì Trum thuộc thể loại này. Vào giai đoạn đầu, phim này có tên là The Smurfs Movie.
Năm 2002, sau năm năm thương thảo, Jordan Kerner mua được quyền sản xuất phim và thực hiện nó cùng Paramount Pictures và Nickelodeon Movies, cho đến khi Columbia Pictures cùng Sony Pictures Animation giành được các quyền này vào năm 2008. Quá trình sản xuất bắt đầu vào tháng 3 năm 2010 tại New York.
Sau ba lần thay đổi ngày phát hành, Columbia Pictures ra mắt Xì Trum vào ngày 29 tháng 7 năm 2011. Ban đầu, các nhà phân tích phòng vé cho rằng doanh thu phim sẽ ngang bằng với Cowboys & Aliens, nhưng Xì Trum đã về sau phim này với 35,6 triệu đô-la Mỹ, so với Cowboys & Aliens là 36,4 triệu. Xì Trum nhận nhiều đánh giá không khả quan từ giới phê bình, nhưng bất ngờ là phim đã và đang là một thành công về doanh thu của các rạp chiếu. Các bình chọn của CinemaScore cũng cho thấy những đánh giá khả quan từ phía khán giả.

## Nội dung
Khi phim bắt đầu, dân làng Xì Trum đang chuẩn bị cho Lễ hội Trăng Xanh. Nhờ phép thuật, Tí Vua nhìn thấy những cư dân Xì Trum bị nhốt trong những cái lồng, Tí Vụng Về đánh rơi cây gậy rồng, và Gargamel trở nên đầy quyền lực. Ông khuyên Tí Vụng Về không nên rời khỏi làng để đi lấy cây thuốc xì trum, nhưng cậu đã bí mật làm vậy. Gargamel nhìn thấy Tí Vụng Về và đuổi theo cậu về làng. Sau đó là cảnh chạy trốn đầy hoảng loạn, nhốn nháo của những Xì Trum, và rồi Tí Vụng Về chạy trốn vào hang cấm. Tí Vua, Tí Cô Nương, Tí Quạu, Tí Cận và Tí Ngầu phát hiện và đuổi theo cậu, cuối cùng tìm thấy cậu ở rìa dốc đứng. Trong khi cứu Tí Vụng Về lên, họ bị hút vào một lốc xoáy và nó đưa họ đến New York. Cặp đôi Patrick và Grace gặp họ [những Xì Trum] và tất cả họ đã làm bạn với nhau.
Tí Vua nghĩ rằng ông có thể đưa họ về làng chỉ sau hai đêm, nhưng trước hết ông phải biết phép thuật làm được điều này. Patrick nói rằng có một hiệu sách cũ trong thành phố, và họ đi đến đó. Sau một hồi tìm kiếm, họ tìm thấy quyển truyện tranh về chính họ, chứa đựng phép thuật họ cần tìm. Sau khi biết rằng những Xì Trum đang ở hiệu sách, Gargamel đi đến đó và lấy được một cây gậy rồng. Gargamel dùng cây gậy để bắt cóc Tí Vua. Những Xì Trum đã hứa là sẽ không quay về giải cứu Tí Vua, nhưng Tí Vụng Về do bị bỏ ở nhà nên đã không hứa lời hứa đó, và Patrick cũng không hứa như vậy, nên họ nghĩ ra kế hoạch cứu Tí Vua. Rồi những Xì Trum khác cũng đồng ý giúp. Trong lúc đó, Gargamel đang chiết xuất "tinh chất Xì Trum" từ Tí Vua và truyền nó vào cây gậy rồng, khiến Gargamel trở nên quyền lực hơn bao giờ hết.
Patrick và những Xì Trum đấu với Gargamel trong khi Tí Cô Nương cứu Tí Vua. Cùng lúc, Tí Cận đã làm phép và mở được cánh cửa, cậu quay về làng và kêu gọi những Xì Trum khác đến trợ giúp. Gargamel lần nữa bắt được Tí Vua và ném ông lên không, nhưng Patrick đã giữ được Tí Vua lại. Ngay trước khi Gargamel tiêu diệt cả hai, Tí Ngầu bắt được gậy rồng, nhưng lại làm rơi. Tí Vụng Về cố bắt lại cây gậy, Tí Vua và những Xì trum khác nghĩ rằng cậu sẽ không làm được, nhưng, trước sự ngạc nhiên của hết thảy, Tí Vụng Về đã chụp được gậy phép. Không có cây gậy, Gargamel không còn sức mạnh, và Tí Vua phá hủy cây gậy mãi mãi. Rồi những Xì Trum trở về làng. Loạt ảnh trong phần kết thúc phim cho thấy Patrick và Grace có một bé trai và họ đặt tên đứa trẻ là Blue.

## Diễn viên

### Diễn viên diễn xuất
- Neil Patrick Harris vai Patrick Winslow
- Jayma Mays vai Grace Winslow
- Hank Azaria vai Gargamel, kẻ thù của dân làng Xì Trum và là nhân vật phản diện của phim, người có âm mưu dùng các Xì Trum để làm phép biến chì thành vàng. Trong phim truyền hình, Gargamel muốn dùng các Xì Trum làm nguyên liệu trong một công thức để chế tạo ra vàng.[4] Để hóa trang thành Gargamel, Azaria đã mang các bộ phận giả như mũi, tai, răng, lông mày và tóc giả. Việc hóa trang này ban đầu mất đến 3 giờ để hoàn thành, nhưng sau này, đến khoảng giữa của quá trình làm phim thì chỉ còn mất 90 phút. Azaria đã hóa trang khoảng 50 lần và mất khoảng 130 giờ trên chiếc ghế hóa trang. Để cho việc hóa trang nhanh chóng hơn, ông đã tự cạo trọc đầu mình.[5]
- Sofía Vergara vai Odile, giám đốc một công ty mỹ phẩm Pháp, bà chủ của Patrick Winslow
- Tim Gunn vai Henri, Trợ lý điều hành một công ty mỹ phẩm lớn

Joan Rivers, Liz Smith, Tom Colicchio, Olivia Palermo và Michael Musto thực hiện những vai diễn nhỏ trong phim, vào buổi ra mắt sản phẩm hư cấu Anjelou.

### Diễn viên lồng tiếng
- Jonathan Winters vai Tí Vua
- Katy Perry vai Tí Cô Nương
- Fred Armisen vai Tí Cận

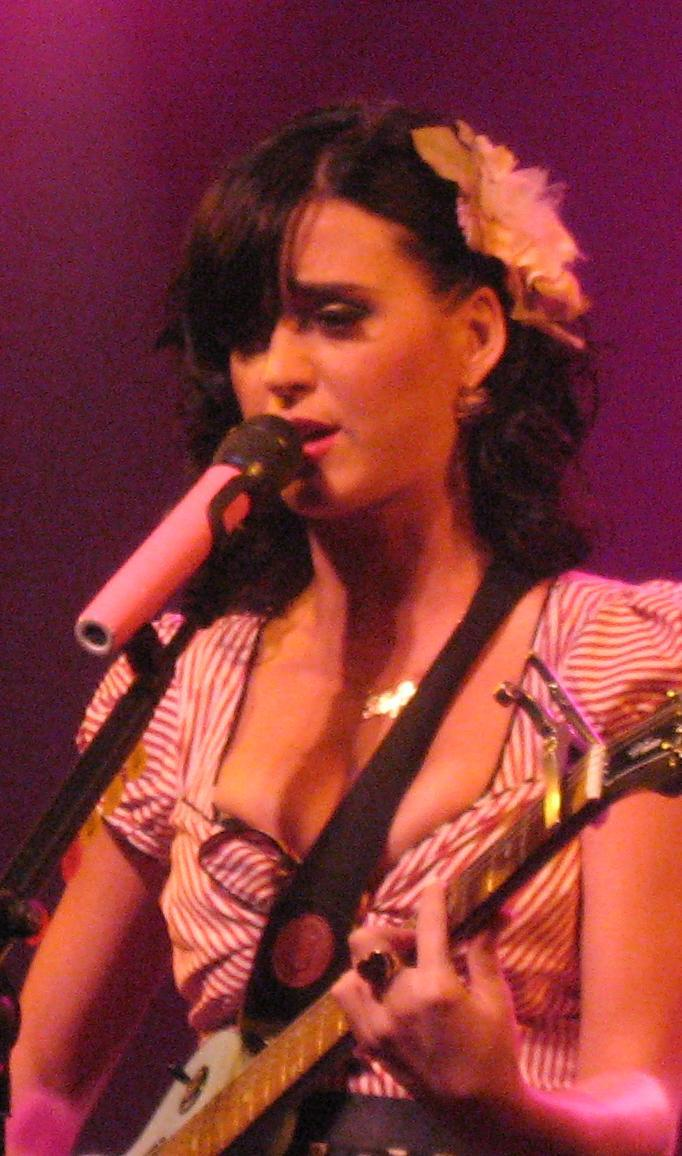
Perry (hình chụp năm 2008) đã được các nhà làm phim chọn ngay cả trước khi tham gia thử giọng.

- Alan Cumming vai Tí Ngầu, một trong ba nhân vật chỉ có trong phim này. Tí Ngầu là một người Scotland, mặc một chiếc kilt, và có một bộ râu quai nón. Nhân vật này được cho là một "anh hùng hành động" của phim.[5]
- Anton Yelchin vai Tí Vụng Về. Yelchin bình luận về việc tính cách nhân vật của anh có thay đổi so với trong phim hoạt hình, "Tôi thấy mình rất gần gũi với Tí Vụng Về trong phim truyền hình, anh ta có giọng mũi miền Nam. Tôi xem lại những phim đó, sau thì Raja, Jordan và tôi nói về chuyện đó. Chúng tôi quyết định rằng Tí Vụng Về sẽ đơn giản hơn, đáng yêu hơn. Giọng của Tí Vụng Về cao hơn giọng nói thường của tôi – nó tràn đầy niềm vui, sự lạc quan, và sự nồng thắm dành cho đời. Tí Vụng Về không muốn làm mọi người rối tung lên — anh ta chỉ vụng về, và thực ra, anh ta cũng chán vụng về rồi.[5]
- George Lopez vai Tí Quạu. Để có phần "quạu" cho vai diễn của mình, Lopez không uống cà phê, giữ hơi thở không thơm tho và chọn thời điểm bận rộn nhất để đến xưởng phim.[5]
- Jeff Foxworthy vai Tí Thợ Cả
- Paul Reubens vai Tí Phá Phách
- Gary Basaraba vai Tí Lực Sĩ
- John Oliver vai Tí Điệu
- Kenan Thompson vai Tí Tham Ăn
- Adam Wylie vai Tí Nhút Nhát, Xì Trum thứ hai có mặt chỉ trong phim này[5]
- B. J. Novak vai Tí Làm Bánh
- Wolfgang Puck vai Tí Đầu Bếp
- John Kassir vai Tí Khùng, Xì Trum thứ ba có mặt chỉ trong phim này[5]
- Tom Kane vai Tí Tường Thuật
- Frank Welker vai Azrael, con mèo của Gargamel.[6] Welker đã lồng tiếng cho Hefty Smurf trong sêri hoạt hình năm 1981. Bốn con mèo đã thay nhau diễn vai của Azreal, và một số cảnh có sự can thiệp của máy tính bởi Tippett Studio.

## Sản xuất

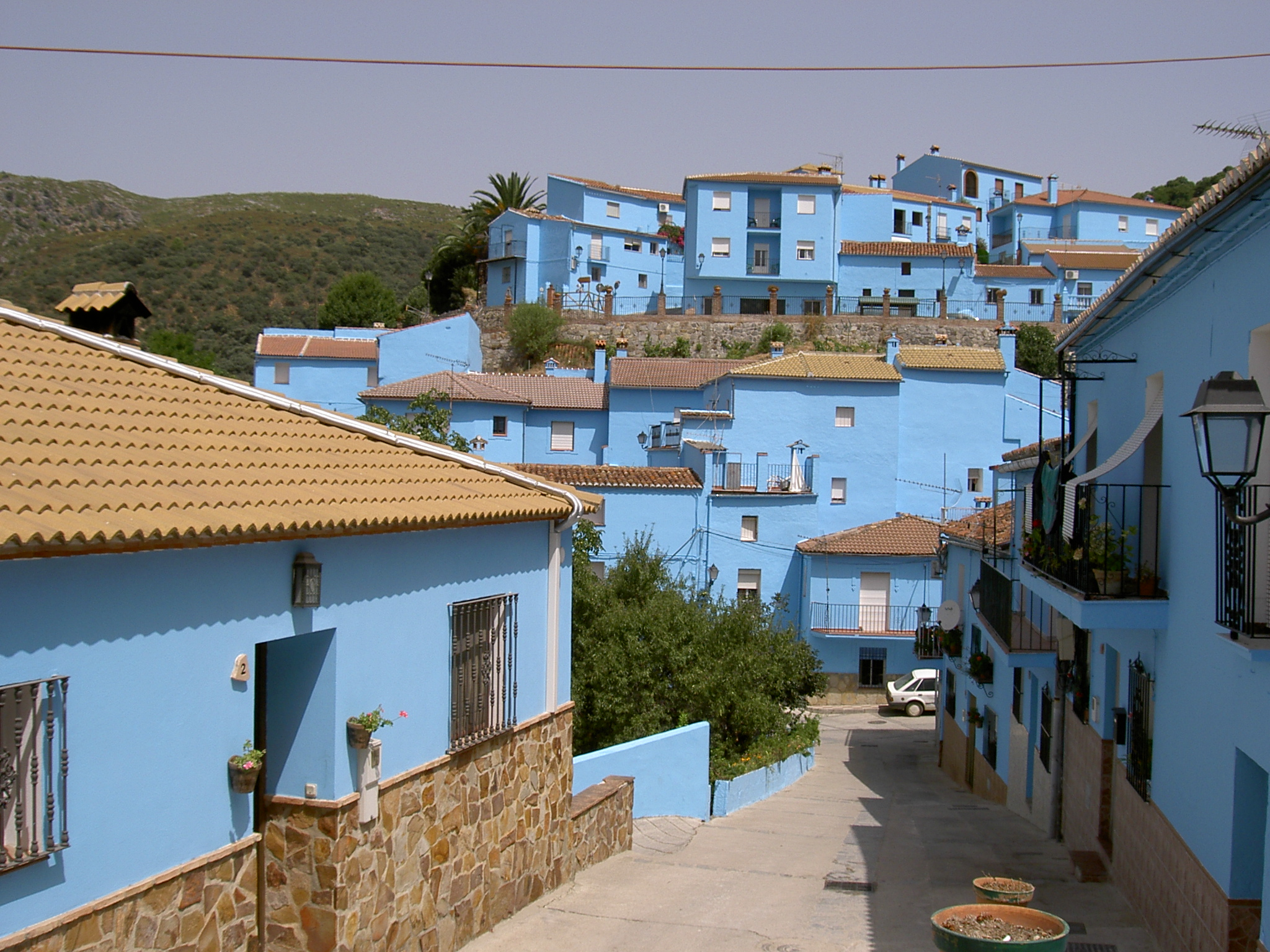
Thị trấn Júzcar được sơn phủ hoàn toàn bằng màu xanh.

### Phát triển
Năm 1997, nhà sản xuất Jordan Kerner gửi lá thư đầu tiên trong số "hàng loạt những lá thư" cho đại diện cấp phép của Xì Trum là Lafig Belgium, bày tỏ mong muốn thực hiện một bộ phim. Đến năm 2002, khi những người thừa kế của Peyo đọc bản thảo một phim phóng tác từ Charlotte's Web do Kerner thực hiện, họ mới chấp nhận đề nghị của ông. Véronique Culliford, con gái Peyo, và gia đình cô cũng mong muốn từ nhiều năm là một phim về Xì Trum sẽ được thực hiện. Kerner sau đó bắt đầu thực hiện phim cùng Paramount Pictures và Nickelodeon Movies. Năm 2006, Kerner cho hay rằng, bộ phim sẽ gồm ba phần và rồi câu chuyện về Gargamel sẽ được sáng tỏ. Ông nói, "Chúng ta sẽ biết [nhiều hơn] về Gargamel và món Súp Xì Trum và tất cả những sự việc này đã bắt đầu như thế nào và chuyện gì đã thực sự xảy ra bên trong tòa lâu đài. Câu chuyện thật về ông ấy là như thế nào. Ở đó có một phù thủy phép thuật cao cường... chúng ta cứ đi tới và sẽ có nhiều thứ được hé lộ". Những cảnh phim đầu tiên đã được truyền tải trên mạng internet vào đầu năm 2008. Những nhà làm phim đã được cho phép tạo ra ba Xì Trum mới cho phim - Tí Nhút Nhát, Tí Khùng, và Tí Ngầu.
Tháng 6 năm 2008, Columbia Pictures và Sony Pictures Animation sở hữu được quyền sản xuất phim từ Lafig Belgium. Kerner nói rằng dự án hiện tại sẽ thực hiện với Sony khi ông bàn luận với chủ tịch-CEO của hãng là Michael Lynton, người đã lớn lên cùng phim Xì Trum ở Hà Lan. Kerner giải thích, "Ông ấy thưởng thức phim, như tôi, và gợi ý rằng phim này nên là phim kết hợp giữa nhân vật thật với nhân vật máy tính." Các nhà văn đã viết kịch bản Shrek 2 và Shrek the Third, David Stem và David Weiss viết kịch bản cho phim cùng Jay Scherick và David Ronn, những nhà văn đã thực hiện kịch bản cho Zookeeper. Raja Gosnell đạo diễn cho phim.

### Bấm máy và kỹ xảo
Với số vốn 110 triệu đô-la, bộ phim được bấm máy bắt đầu tại thành phố New York vào ngày 26 tháng 3 năm 2010. Vào tháng 5, một vài cảnh được quay ở SoHo của Manhattan. Cùng tháng đó, các cảnh quay được thực hiện liên tục trong 5 đêm liền tại cửa hàng đồ chơi F.A.O. Schwartz. Quá trình sản xuất bị tạm thời hoãn khi một công nhân ngã từ độ cao 30 feet (9.1 m) từ trường quay tại một tiệm đồ chơi trên Đại lộ thứ 5 và đường thứ 58; sau đó người này đã hồi phục tại bệnh viện. Các địa điểm quay khác là Lâu đài Belvedere, Russian Tea Room, Rockefeller Center, và công viên Prospect Park tại Brooklyn. Một phim trường Lâu đài Belvedere được xây dựng với vai trò thay thế lâu đài thật, nhưng kích cỡ chỉ bằng một phần ba và có sàn làm bằng gỗ để thêm độ tương phản. Tầng hầm của Gargamel bên dưới lâu đài Belvedere, gồm chiếc máy "Smurfalator", được dựng trên một sân khấu. Đoàn làm phim đã mất ba tháng để tạo ra chiếc máy này vì một số bộ phận của nó quá khó tìm. Họ thậm chí đã lùng kiếm tại các chợ trời, trên eBay và Craigslist.

## Phát hành
Ban đầu, ngày phát hành Xì Trum tại các rạp chiếu ở Bắc Mỹ được ấn định là 17 tháng 12 năm 2010, nhưng đã được dời lại 29 tháng 7 năm 2011. Sau đó, ngày phát hành một lần nữa bị dời lại đến 3 tháng 8 năm 2011. Vào 25 tháng 3 năm 2011, xưởng phim cho hay, ngày ra rạp của phim đã được lùi về 29 tháng 7. Để giới thiệu cho khán giả, Sony phối hợp với các đối tác kinh doanh ở Hoa Kỳ và Canada: giới thiệu các phần ăn Happy Meals của McDonald's và món ngũ cốc Post Foods trong những chiếc hộp đặc biệt màu trắng-xanh.

### Rạp chiếu
Xì Trum được công chiếu tại gần 5.300 phòng chiếu, ở 3.395 rạp, với 2.042 rạp có các suất chiếu 3D. Ngày 28 tháng 7 năm 2011, Exhibitor Relations dự đoán Xì Trum sẽ về thứ ba trong tuần đầu công chiếu với 24 triệu đô-la nhưng nhà phân tích Jeff Bock thêm vào rằng, bộ phim "có thể làm tốt hơn được mong đợi". Cùng ngày đó, John Young của báo Entertainment Weekly dự đoán 32 triệu cho tuần đầu công diễn, và đạt vị trí thứ hai sau Cowboys & Aliens. Young cho biết, dịch vụ bán vé Fandango báo cáo rằng bộ phim dẫn đầu trong số vé bán ra. Xì Trum về nhất vào ngày thứ sáu, với doanh thu 13,2 triệu, còn Cowboys & Aliens theo ngay sau với 13 triệu. Theo nghiên cứu của Sony, 65% khán giả của Xì Trum là những bố mẹ (40%) và con cái họ dưới 12 tuổi (25%). Ngoài ra, có 64% khán giả là nữ giới và 55% ở độ tuổi từ 25 trở lên.
Các dự đoán cho rằng Cowboys & Aliens và Xì Trum sẽ có doanh thu bằng nhau: 36,2 triệu đô-la mỗi phim. Tuy nhiên, các số liệu thực cho thấy Cowboys & Aliens thắng trong doanh thu cuối tuần với 36,4 triệu, vượt qua Xì Trum với 35,6 triệu. Mặc dù vậy, doanh thu của Xì Trum đã vượt cao hơn dự đoán, khi một số nhà phân tích cho rằng doanh thu của nó sẽ dưới 30 triệu. Cuối tuần thứ hai, Rise of the Planet of the Apes vươn lên chiếm giữ vị trí đầu về doanh thu, vượt qua Xì Trum với chỉ 20,7 triệu (41% từ phiên bản 3D), giảm 42% so với tuần đầu.
Trong tuần đầu, Xì Trum thu về 4,4 triệu đô-la tại bảy vùng ngoài Bắc Mỹ, trong đó tổng doanh thu tại các rạp ở Tây Ban Nha là 4 triệu. Trong tuần thứ hai, phim được chiếu tại 42 vùng, giữ vị trí đầu về doanh thu tại nhiều vùng và thu về 45,2 triệu. Tính đến ngày 16 tháng 10 năm 2011, phim đã thu về tổng cộng 550,1 triệu trên toàn thế giới.
| Ngày khởi chiếu (Hoa Kỳ) | Vốn                  | Lợi nhuận tại các rạp chiếu, tính đến 16 tháng 10 năm 2011 | Lợi nhuận tại các rạp chiếu, tính đến 16 tháng 10 năm 2011 | Lợi nhuận tại các rạp chiếu, tính đến 16 tháng 10 năm 2011 |
| Ngày khởi chiếu (Hoa Kỳ) | Vốn                  | Hoa Kỳ/Canada                                              | Các thị trường khác                                        | Toàn cầu                                                   |
| ------------------------ | -------------------- | ---------------------------------------------------------- | ---------------------------------------------------------- | ---------------------------------------------------------- |
| 29 tháng 7 năm 2011      | 110.000.000 đô-la Mỹ | 140.037.807 đô-la Mỹ                                       | 410.100.000 đô-la Mỹ                                       | 550.137.807 đô-la Mỹ                                       |

## Đón nhận
Bộ phim chủ yếu nhận được phản hồi không tích cực từ giới phê bình. Tổng hợp các ý kiến trên Rotten Tomatoes, có 23% trong số 81 nhà phê bình đã có ý kiến tích cực về phim này, với số điểm trung bình 4 trên 10. Trên Metacritic, phim nhận được số điểm 30 trên 100 từ 22 đánh giá phê bình. 3.507 khán giả cũng đánh giá Xì Trum với điểm trung bình là 4,5 trên trang IMDb. Ngược lại với nhận xét không mấy khả quan từ giới phê bình, các bình chọn của CinemaScore cho thấy, điểm trung bình bộ phim nhận được từ giới khán giả là A- trong thang từ F tới A+, trong đó với khán giả dưới 18 tuổi thì điểm này là A.

## Phần tiếp theo
Vào ngày 9 tháng 8 năm 2011, Sony Pictures Animation thông báo rằng, phần kế tiếp của phim sẽ ra rạp vào ngày 2 tháng 8 năm 2013. Nhà sản xuất Jordan Kerner sẽ tiếp tục tham gia phần này.